# L'Ombre du passé (film, 1921)
Pour les articles homonymes, voir L'Ombre du passé.
Pour plus de détails, voir Fiche technique et Distribution.
L'Ombre du passé (titre original : The Girl from Nowhere) est un film muet américain réalisé par George Archainbaud, sorti en 1921.

## Fiche technique
- Titre original : The Girl from Nowhere
- Réalisation : George Archainbaud
- Scénario : Sarah Y. Mason d'après une histoire de Bradley King
- Production : Selznick Pictures Corporation
- Photographie : William Wagner
- Durée : 50 minutes
- Dates de sortie : 
  - États-Unis : 20 mai 1921
  - France : 10 novembre 1922

## Distribution
- Elaine Hammerstein : Mavis Cole
- William B. Davidson : Jimmy Ryder
- Huntley Gordon : Herbert Whitman
- Louise Prussing : Dorothy Grosscup
- Colin Campbell : Samuel Grosscup
- Al Stewart : Steve La Marche
- Warren Cook : Juge Cole
- Vera Conroy : Grace Parker